# Politique vaccinale

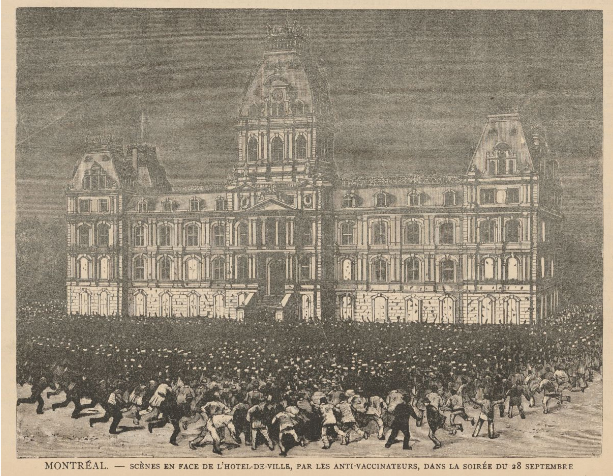
Scène de l'émeute du 28 septembre 1885 contre la vaccination obligatoire à Montréal (Canada).

La politique vaccinale d'un pays revendique pour objet de définir la meilleure utilisation possible des vaccins afin de protéger l'ensemble de la population contre les risques d'épidémie. Sur un plan sociologique, elle vise également à savoir s'il est préférable de laisser aux personnes et aux parents d'enfants concernés par la vaccination obligatoire, au nom de la santé publique, le choix d'effectuer ou non cette vaccination, ou si l'obligation est la meilleure solution. 
L'efficacité de la vaccination parmi une population est en effet dépendante de la couverture vaccinale correspondant au taux de personnes effectivement vaccinées dans un pays, une région ou une zone prédéfinie. Une baisse de cette couverture vaccinale peut entraîner la réapparition de maladies infectieuses précédemment éradiquées, telles que la rougeole dans plusieurs pays occidentaux. 
Ces questionnements entraînent différentes politiques de santé publique, certains pays préférant la liberté vaccinale, d'autres la vaccination obligatoire.

## Planification de la politique de vaccination

### Comités de vaccination
La politique de vaccination est généralement proposée par des comités nationaux, ou supranationaux et, dans de nombreux cas, est réglementée par le gouvernement. 

### Modèles de stratégie vaccinale
Les modèles de stratégie vaccinale prédictives jouent un rôle important dans la prédiction de l'efficacité des stratégies vaccinales au niveau de la population. Ils peuvent, par exemple, comparer la séquence des groupes d'âge à vacciner et étudier les résultats quant au nombre de cas, au décès, à la durée d'une pandémie, de charge du système de santé et d'impact économique.

### Égalité vaccinale
L'Organisation mondiale de la santé considère, en particulier dans le contexte de la pandémie de Covid-19, qu'une approche consistant à demander une égalité d'accès aux vaccins parmi les populations de la planète est indispensable pour permettre un rétablissement global.

## Histoire
En 1796, le médecin britannique Edward Jenner décide d'inoculer chez un enfant du pus prélevé sur une fermière infectée par la vaccine. L'enfant résiste à la variole. Le Britannique devient le premier à expérimenter scientifiquement la vaccination et qui s'inspire de la variolisation mise en place dès le début du XVIIIe siècle.

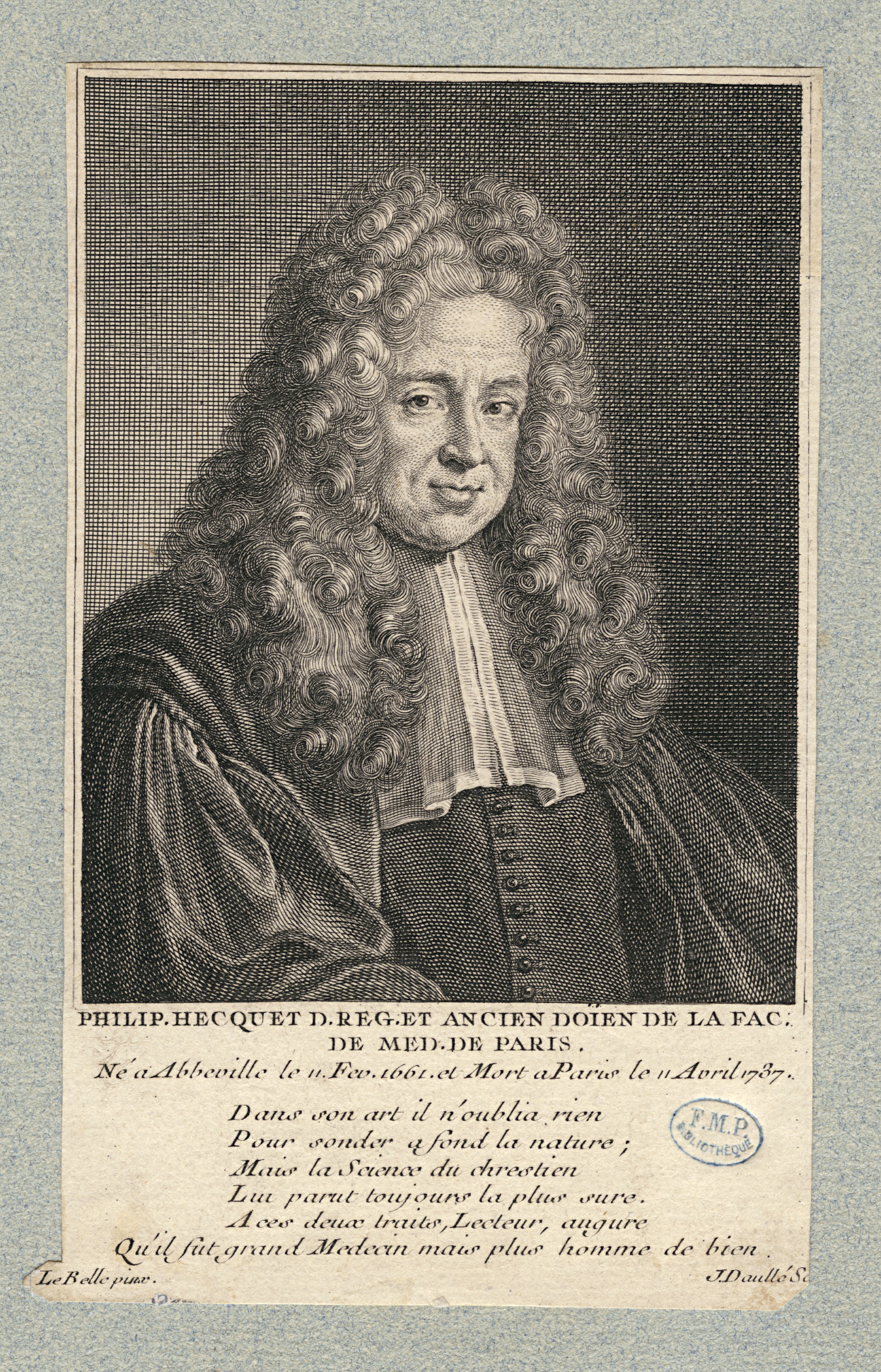
le janséniste Philippe Hecquet fut historiquement un des premiers médecins opposants à la pratique de l'inoculation, ancêtre de la vaccination

Dès les débuts de la pratique de l’inoculation qui a vu ses débuts vers la fin du XVIIIe siècle, de nombreuses personnes animées par leur foi religieuse (catholique et protestant confondus) sont opposés à cette pratique, considérée comme surnaturelle et qui ne respecte pas la « Providence divine ». Selon ces personnes, le corps humain est une « création divine et jouirait d’une perfection qu’il serait sacrilège de vouloir modifier ». Le médecin janséniste français Philippe Hecquet (1661-1737) condamne fermement la pratique de l’inoculation qu'il considère comme « contraire aux vues du Créateur » et oppose la variole naturelle à l’artificielle « œuvre du hasard ».
Dès l'année 1853, au Royaume-Uni, le vaccin contre la variole devient obligatoire pour les enfants et cette toute première obligation vaccinale suscite une opposition virulente. Selon les chercheuses françaises Annick Guimezanes et Marion Mathieu, auteures de l'ouvrage Vaccination : agression ou protection ?, publié en 2015 par l'INSERM en 2015, Les adversaires invoquent le « danger », des « motifs religieux » ou encore l'« atteinte aux libertés individuelles ». En 1898, une « clause de conscience » est ajoutée dans la loi britannique, disposition qui sera  renforcée en 1907, afin de permettre aux récalcitrants de se soustraire à l'obligation vaccinale.
À la suite d'une campagne de vaccination lancée au Canada après l'apparition de l'épidémie de variole, le 28 septembre 1885 en soirée, des groupes opposés à la vaccination obligatoire se rassemblent devant les bureaux de la santé du faubourg de l'Est. Des pierres sont lancées contre l'édifice et des vitres sont brisés.
En 2015, des déclarations de personnalités politiques américaines ont accentué ce questionnement, Rand Paul et Chris Christie ayant publiquement invoqué la liberté vaccinale le 2 février 2015, dans un contexte de peurs vis-à-vis des effets secondaires de vaccins suspectés à tort de causer l'autisme.
Le 8 avril 2021, la Cour européenne des droits de l’homme a du prendre position sur l(obligation vaccinale des enfants. Elle considère que l’État doit prouver l’innocuité et l’efficacité de la vaccination des enfants, pour respecter l’intérêt supérieur de l’enfant. Sur cette base et conformément à des jurisprudence antérieure, la cour juge:

« [L’État n’a] pas excédé [sa] marge d’appréciation et que dès lors on peut considérer que les mesures litigieuses étaient “nécessaires dans une société démocratique”. »

— Cour européenne des droits de l’homme
Selon Nicolas Hervieu, la CEDH fait « le constat d'un consensus général sur les effets bénéfiques de la vaccination qui ne sont pas remis en cause par les effets secondaires inévitables, dès lors qu'il y a un contrôle scientifique strict » et endosse « le principe de solidarité sociale qui peut justifier que l'on impose la vaccination à tous, même ceux qui se sentent moins menacés par la maladie, dès lors qu'il s'agit de protéger les personnes les plus vulnérables ».
Le 24 août 2021, la Cour européenne des droits de l’homme rejette le recours de 672 sapeurs-pompiers français (professionnels et volontaires des services départementaux d’incendie et de secours de France ou travaillant dans le milieu hospitalier) qui s’opposaient à l’obligation de vaccination qui leur été imposée par la loi du 5 août 2021 relative à la gestion de la crise sanitaire.

## Politique vaccinale par pays et territoire

### Autriche
Confrontée fin 2021 à une vague épidémique, l'Autriche choisit de rendre la vaccination obligatoire.

### Belgique
En Belgique, seule la vaccination contre la poliomyélite est obligatoire. Une attestation de vaccination doit être transmise à la commune. Les autres vaccinations reprises dans le calendrier du Programme de vaccination de la fédération Wallonie-Bruxelles sont vivement recommandées. Cependant, plusieurs vaccinations sont exigées pour les enfants qui fréquentent les milieux d’accueil pour enfants de moins de trois ans agréés par l’Office de la Naissance et de l’Enfance. Certains vaccins ont un caractère obligatoire (la poliomyélite, la diphtérie —vaccins associés en pratique à celui contre le tétanos—, la coqueluche, les infections à Haemophilus influenzae de type b, la rougeole, la rubéole et les oreillons) ou recommandé (le pneumocoque, la méningite à méningocoques C et l’hépatite B).

### Canada
La vaccination n'est pas obligatoire au Canada, mais dans les provinces de l'Ontario et du Nouveau-Brunswick, la preuve de vaccination doit être apportée pour les enfants et les adolescents scolarisés mais des exceptions pour des raisons médicales ou idéologiques sont cependant acceptées. Malgré la situation liée à la pandémie de Covid-19, cette liberté ne semble pas remise en cause par le gouvernement de Justin Trudeau.

### Chine
En Chine, une polémique a éclaté sur les réseaux sociaux en juillet 2021 après que certaines villes chinoises ont publié des avis publics menaçant d'interdire l'accès aux espaces publics aux millions de citoyens qui n'ont pas encore reçu le vaccin Covid.
Une poignée de petites villes des provinces de Jiangxi, Shanxi, Zhejiang, Fujian et Hebei ont annoncé que les personnes qui ne se font pas vacciner se verront probablement interdire l'accès aux écoles, aux garderies, aux supermarchés, aux bâtiments publics, aux hôpitaux, aux hôtels, aux banques, aux établissements de soins pour personnes âgées, aux marchés et aux locaux appartenant au gouvernement.
Ces gouvernements locaux affirment que les fonctionnaires mettront l'accent sur la surveillance des personnes non vaccinées, qui doivent obtenir une lettre d'exemption d'un hôpital.
Selon des directives gouvernementales antérieures publiées à Wanning, les villageois qui ne sont pas vaccinés sont exclus de l'aide sociale du gouvernement, ce qui a également un impact sur l'éducation de leurs enfants, leur travail et l'achat d'une maison.

### États-Unis
Les États-Unis soutiennent une politique de vaccination, notamment vis-à-vis des enfants scolarisés. Dans l’État de l’Oregon, le « School exclusion day » est fixé le 21 février 2018, précisant l'obligation vaccinale pour les enfants scolarisés. Des opérations similaires sont organisées dans d’autres États américains, comme le Texas et l’Illinois. Les vaccins obligatoires aux États-Unis varient en fonction des États qui décident eux-mêmes de la politique vaccinale.

### Union européenne
L'union européenne est peu normative en matière de politique vaccinale, à l'exception notable du passe sanitaire européen.

### France

#### Obligation vaccinale
En France, la ministre de la santé Agnès Buzyn a rendu onze vaccins obligatoires à partir du 1er janvier 2018, contre trois précédemment. Ceci afin de restaurer la couverture vaccinale française, qui a fortement diminué en raison de la controverse sur la vaccination,.
Celle-ci est obligatoire, contre :
- la diphtérie,
- le tétanos,
- la poliomyélite,
- la coqueluche,
- les infections invasives à Haemophilus influenzae de type b,
- l'hépatite B,
- les infections invasives à pneumocoque,
- le méningocoque C,
- la rougeole,
- les oreillons,
- la rubéole

Les personnels de santé, ainsi que les étudiants des professions médicales et paramédicales, sont soumis à une obligation de vaccination qui varie « en fonction des lieux dans lesquels ils exercent ou de la nature de leur activité » (il s'agit des vaccins contre la diphtérie, le tétanos, la poliomyélite et l'hépatite B).
Le vaccin contre la typhoïde est obligatoire uniquement pour les personnes exposées à un risque de contamination (essentiellement celles qui manipulent des selles dans les laboratoires d’analyses médicales), ce vaccin étant à renouveler tous les trois ans. La vaccination contre la tuberculose, le BCG reste  obligatoire pour les personnels de santé, bien que la revaccination ne soit plus obligatoire en cas d’intradermoréaction à la tuberculine négative.
Le 18 décembre 2021, relativement au projet de transformer le passe sanitaire en passe vaccinal, Olivier Véran déclare « le passe vaccinal est une forme déguisée d'obligation vaccinale ».

#### Polémique liée à la vaccination contre la Covid-19

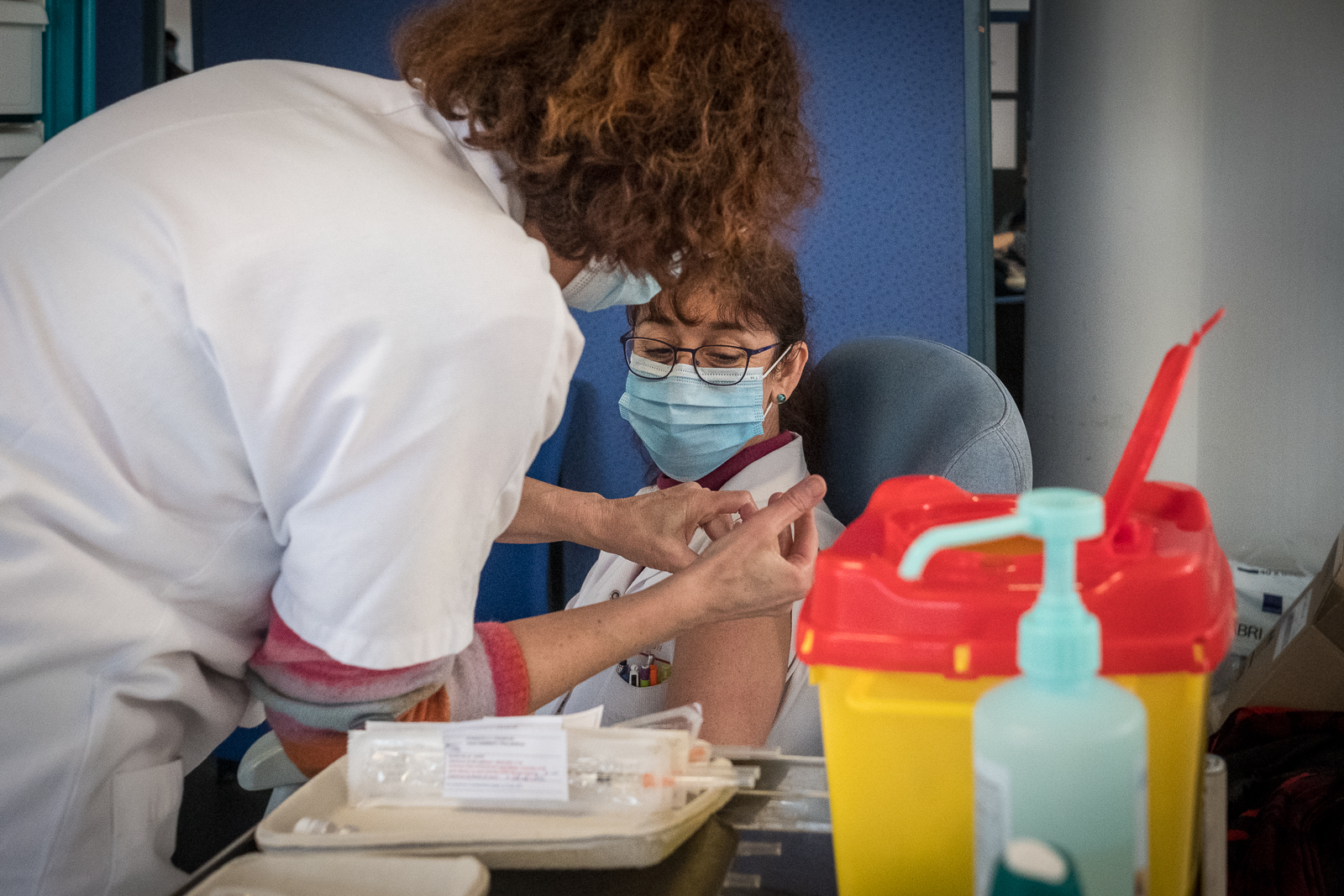
Vaccination contre la Covid-19 en France, en janvier 2021

Dès le début du lancement de l'opération vaccinale contre la Covid-19, la question de la vaccination des personnels soignants, notamment dans les hôpitaux publics, est à l'origine d'une controverse, certains membres du corps médical hospitalier soutenant la mise en place d'une obligation vaccinale pour ces personnels. 
Dès le 7 mars 2021, les ordres des personnels de santé (médecins, sages-femmes, infirmiers, chirurgiens-dentistes, masseurs kinésithérapeutes, pédicures-podologues, pharmaciens) soulignent, dans un communiqué commun, que la vaccination relève d'un devoir déontologique, pour protéger leurs patients et pour se protéger eux-mêmes,.

#### Vaccins facultatifs
Dans ce même pays, il existe des vaccins dont l'application est facultative, généralement dénommés sous le nom de « vaccins recommandés ». Ils permettent généralement de lutter contre des maladies graves chez les enfants mais aussi chez les adultes, qu’elles soient d’apparition rapide (par exemple certaines méningites ou septicémies) ou bien retardée (certains cancers).

### Italie
À l'instar de la France, le gouvernement italien a introduit sur son territoire l'obligation vaccinale pour douze vaccins obligatoires. Ce dispositif qui est entré en vigueur pour la rentrée scolaire de septembre 2017, comprend la rougeole, la rubéole, la diphtérie, la poliomyélite, le tétanos, la coqueluche, les infections à Haemophilus B, les méningocoques b et c, l'hépatite B, les oreillons et la varicelle. Les parents réfractaires à cette politique de vaccination obligatoire seront également signalés au tribunal des mineurs et pourront être temporairement déchus de leur autorité parentale. La majorité populiste au pouvoir en Italie en mars 2018 a suspendu l'obligation de vaccination pour la crèche et la maternelle, mais elle est revenue sur sa décision au bout de quelques mois en remettant les mesures en place en septembre 2018, tout en promettant une loi instaurant une « obligation flexible ».

### Maroc
En 2019, le vaccin du BCG contre la tuberculose est le seul à être exigé par le ministère de l’Intérieur du Maroc pour l’inscription des enfants sur le livret de famille. Cependant de grandes campagnes de vaccination sont organisés par le ministère de l’Intérieur et le ministère de la santé du royaume afin d’éradiquer plusieurs maladies et de faire chuter le taux de mortalité infantile.

### Royaume-Uni

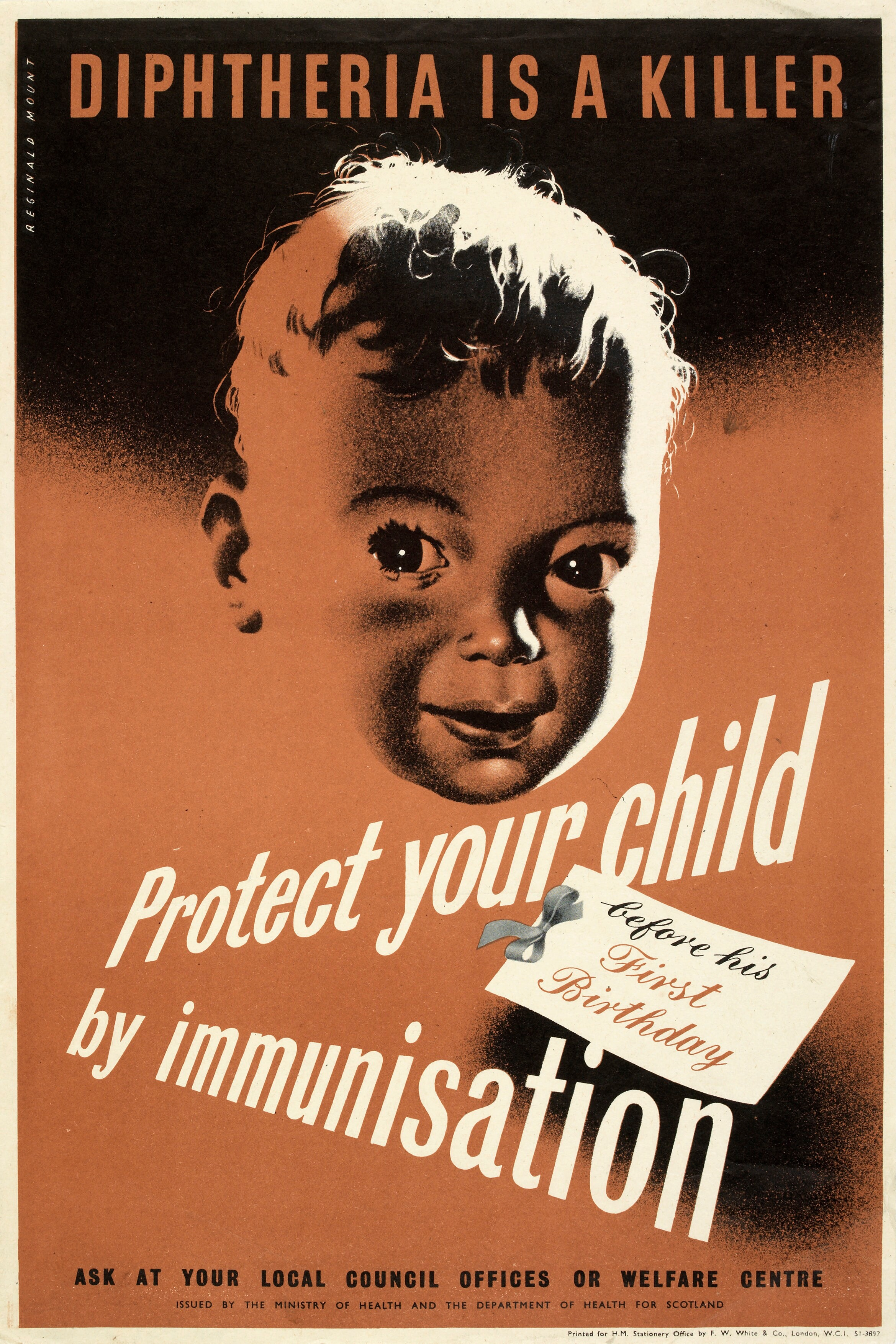
Campagne de vaccination contre la diphtérie en Écosse entre le 1939 et le 1945.

À l'instar de l’Allemagne, de la Suède ou de l’Espagne, le gouvernement du Royaume-Uni n'a pas instauré de vaccination obligatoire. Ceux-ci restent cependant gratuits.

### Russie
En Russie, où la vaccination contre le COVID-19 est pourtant encouragée et gratuite, le taux de vaccination atteint à peine 15% en juin 2021. Devant la recrudescence de l'épidémie, la municipalité de Moscou et quelques autres décident alors que la vaccination du personnel des services (restaurants, hôtels, ...) devient obligatoire, avec comme objectif d'atteindre le taux de 60% de vaccinés dans la branche. Deux millions de personnes sont touchées par la mesure. La plupart des Moscovites croient sous une forme ou une autre à une théorie du complot comme sur des microprocesseurs dans le vaccin, ou à des effets nuisibles cachés comme sur la fertilité féminine.

### Singapour
Singapour s'est doté d'une politique spécifique.

« Plutôt qu'une obligation vaccinale, le gouvernement singapourien a opté pour une contrainte qui peut se révéler financièrement lourde pour les non-vaccinés : leur faire payer les frais médicaux de leur hospitalisation — qui étaient jusque-là entièrement remboursés — si jamais ils doivent être admis en soins intensifs. Et la facture peut être salée car le coût moyen d'une hospitalisation en cas de Covid-19 est de... 16 200 euros. »

## Bénéfice sociétal contre bénéfice individuel
La vaccination à dose fractionnée est une stratégie qui échange l'efficacité optimale d'un vaccin individuel contre des avantages sociétaux. Cette stratégie s'est avérée efficace dans les essais randomisés sur les maladies liées à la pauvreté,, et dans les modèles épidémiologiques de la pandémie de Covid-19, cette stratégie a un potentiel important pour raccourcir la durée de la pandémie  lorsque l'approvisionnement en vaccins est limité.

## Controverse
En dépit du consensus scientifique, la vaccination demeure aujourd'hui contestée par des mouvements antivaccins, qui entretiennent une controverse selon laquelle la vaccination serait inutile ou nuisible.

### En France
Surnommés « antivax », les militants de l'antivaccination[Quoi ?] se sont organisés depuis des siècles. Le XXe siècle a connu des mouvements sporadiques, dont en France, la Ligue nationale contre la vaccination obligatoire créée en 1954 par le Dr Marcel Lemaire, elle-même descendante d'un mouvement plus ancien dénommé « Ligue antivaccinale ».
Plusieurs personnes, professionnelles de santé ou non, militent en faveur de la liberté vaccinale, tel que l'ancien médecin François Choffat. Ce militantisme s'associe souvent à des peurs de la vaccination, liées ou non à des théories du complot.
La vaccination contre le Covid-19 est moins forte dans le Sud de la France. Cette sous-vaccination serait liée à une méfiance dont les sources se trouvent dans l'histoire du Midi, la défiance avec Paris et le mode de vie.
- Les régions du Sud, souvent pauvres, éloignées géographiquement et culturellement de Paris dans le passé, ont longtemps refusé de se soumettre à la centralisation de l’État.
- Le choix d'un mode de vie « en rupture avec la société de consommation » ou en « se méfiant (...) du progrès technologique ». Le phénomène a commencé avec l'arrivée de néoruraux dans les années 1970.
- L'appétence pour les médecines douces ou alternatives. La population, composée de néoruraux, de retraités ou de classe moyenne « se soigne par les plantes plutôt que par la chimie et les vaccins, volontiers défiante vis-à-vis des institutions gouvernementales et des grandes entreprises » comme les laboratoires pharmaceutiques ou les opérateurs de téléphonie mobile.
- Des figures réputées vaccinosceptiques vivent dans le Sud. C'est notamment le cas du naturopathe Thierry Casasnovas dans les Pyrénées-Orientales, du professeur Henri Joyeux à Montpellier ou du fondateur du site réinfocovid Louis Fouché à Marseille[47].

### Autres pays
Si des mouvements antivaccinaux existent dans de nombreux pays, il semble bien que les États-Unis sont un des pays où ses mouvements sont le mieux organisés et le mieux implantés. Dans un pays où les habitants donnent une très grande importance à la liberté, la simple idée de se faire imposer quoi que ce soit est diversement apprécié par la population. « Le fait que le gouvernement leur ordonne de faire quelque chose renforce les théories du complot », selon l'avis de Daniel Salmon, directeur de l'Institute for Vaccine Safety à Johns Hopkins. Les chiffres publiés par l'Unicef en avril 2019 indiquent que les États-Unis sont, parmi les pays développés, celui qui compte le plus d'enfants non vaccinés contre la maladie, devant la France et le Royaume-Uni.